# Delapparentia
Delapparentia turolensis
Genre
Espèce
Delapparentia est un genre éteint de dinosaures des Ornithopoda Iguanodontia qui a vécu au début du Crétacé, au Barremien, il y a environ 130 Ma, dans ce qui est maintenant l'Europe. Ses restes fossiles ont été trouvés dans la formation Camarillas à Galve, province de Teruel, Espagne. Le type et seule espèce connue est Delapparentia turolensis.

## Description
Delapparentia était un grand animal, environ 15% plus long que Iguanodon bernissartensis. Sa longueur est estimée à 10 m, pour un poids estimé à 3,5 tonnes. L'ilium mesure 78 cm de long. Dans la description initiale du genre par José Ignacio Ruiz-Omeñaca (d), plusieurs autapomorphies uniques de Delapparentia, des côtes dorsales postérieures avec une tête et des tubercules longs, parallèles et non fusionnés, des côtes sternales ossifiées et un processus pré-acétabulaire droit et latéralement élargi de l'ilium, ont été établies. Il présente également une combinaison unique de caractères, y compris des côtes dorsales antérieures avec un foramen pneumatique et un ischium qui est grand par rapport à l'ilium. Sur la base de nouveaux restes, Gasca et al. ont fourni un diagnostic révisé dans lequel ils ont reconnu les épines neurales proportionnellement hautes, et l'ont relié à l'ancien Barilium d'Angleterre sur la base de sa morphologie iliaque.

## Découverte et recherche
L'holotype, MPT/I.G, a été trouvé au printemps 1958 par le paléontologue amateur José María Herrero Marzo. À partir du 25 septembre 1958, les fossiles ont été extraits par le professeur Dimas Femández-Galiano, assisté d'une équipe néerlandaise de l'université d'Utrecht (Pays-Bas) dirigée par Gustav Heinrich Ralph von Koenigswald. Les découvertes ont été initialement attribuées à Iguanodon bernissartensis par Albert-Félix de Lapparent en 1960. En 2006, José Ignacio Ruiz-Omeñaca l'a nommé Delapparentia turolensis dans une thèse de doctorat. Étant un nomen ex dissertation, il s'agissait d'un nom invalide, jusqu'à ce qu'il soit nommé de manière appropriée en 2011.
L'holotype est un squelette partiel, sans le crâne, d'un individu adulte. Il est constitué de quatre vertèbres cervicales, de vingt-huit neuro-apophyses, de deux vertèbres sacrées, de quatorze vertèbres caudales, de fragments de côtes cervicales, dorsales et sternales, de fragments de cinq chevrons, de nombreux tendons ossifiés, d'un pubis et d'un ilium gauches. D'autres ossements, que de Lapparent avait confondus avec ceux du sauropode Aragosaurus, ont été rattachés à Delapparentia, notamment un ischium.

## Étymologie
Le nom générique rend hommage à Albert Félix de Lapparent, qui a étudié le squelette et a été un pionnier dans l'étude des dinosaures espagnols, publiant la première monographie sur le sujet dans le pays (« Los Dos Dinosaurios de Galve »). Le nom de l'espèce est dérivé du nom latin de Teruel, Turia.

## Classification
Delapparentia a été assigné aux Iguanodontoidea par Ruiz-Omeñaca en 2011. L'identification de Delapparentia comme un taxon distinct a été controversée ; Verdú et al. ont mené une étude sur la variation individuelle parmi les spécimens de Iguanodon bernissartensis, et ont trouvé que les proportions des épines neurales de Delapparentia ne sont pas loin de la gamme de variation observée chez I. bernissartensis. Par conséquent, ils considèrent que Delapparentia représente en fait un individu plus ancien de I. bernissartensis. Il est, depuis 2015, classé parmi les Styracosterna.